# خفاش حدوة الفرس
خفافيش حدوة الحصان (الاسم العلمي: Rhinolophidae)، فصيلة خفافيش من الخفافيش الصغيرة. وهي تضم جنس وحيد حي، وجنس منقرض Palaeonycteris. أحيانا يتم تضمين فصيلة Hipposideridae الوثيقة الصلة داخل خفافيش حدوة الحصان كالفُصيلة.